# SCTV
SCTV (Surya Citra Televisi) es una cadena de televisión indonesia propiedad y operada por Surya Citra Media. El canal es la segunda cadena de televisión privada en Indonesia después de RCTI.

## Eslóganes
- 1990-1991: Surabaya Televisi
- 1991-1993, 1995-1997: Ayo SCTV! (¡Vamos SCTV!)
- 1993-1995: Selalu Siap Menemani Anda (Siempre listo para que lo acompañe)
- 1997-2005: SCTV NgeTop!
- 2005-presente: Satu Untuk Semua (Uno para todos)